# Oha
Oha (rusă Охa) este un oraș situat în extremul orient rus, în partea de nord a insulei Sahalin, la o distanță de 850 km nord de Iujno-Sahalinsk, nu departe de țărmul mării Ohotsk. La recensământul din 2010 avea o populație de 23.008 locuitori.

## Istoric
A fost fondat în anul 1880 cu numele inițial de Ohe (ce derivă de la un cuvânt ainu care se traduce prin Vreme rea), odată cu descoperirea pe insulă a unor zăcăminte de petrol, care au început a fi exploatate în timpul dominației japoneze asupra insulei din 1920-1925. Primește statut de oraș în 1938. Pe data de 28 mai 1995 localitatea a fost grav avariată în urma unui cutremur.

## Economie
Industria extractivă  a petrolului ocupă un important rol în economia locală. Un oleoduct leagă Oha de orașul Kosmomolsk-pe-Amur, localizat pe continent.
Aeroportul ce deservește orașul este localizat în satul Novostroika, la o distanță de 10 km de Oha.